# ويليام ر. مونرو
ويليام ر. مونرو (بالإنجليزية: William R. Munroe)‏ هو ضابط أمريكي، ولد في 4 أبريل 1886، وتوفي في 1 مارس 1966.